# Fagraea tuyukii
Fagraea tuyukii är en gentianaväxtart som beskrevs av Khoon Meng Wong och J.B. Sugau. Fagraea tuyukii ingår i släktet Fagraea och familjen gentianaväxter. Inga underarter finns listade i Catalogue of Life.